# Maróti Éva
Maróti Éva (Budapest, 1954. november 20. –) magyar római kori régész, muzeológus.

## Életpályája
A budapesti Eötvös Loránd Tudományegyetem Apáczai Csere János Gyakorló Gimnáziumába járt 1973-ig, majd ezen az egyetemen kezdte meg tanulmányait, amelyek során elsősorban provinciális római és középkori régészetet tanult. 1978-ban nyújtotta be diplomamunkáját, amely a Salla, ma Zalalövő római kori kerámiával foglalkozott. 1986-ban az Eötvös Loránd Tudományegyetemen nyújtotta be a pannóniai pecsétes kerámiáról szóló disszertációját, és 1987-ben doktorált. A régész 1977 óta a Pest Megyei Múzeumok Igazgatóságának tudományos segédmunkatársa a szentendrei Ferenczy Károly Múzeumban.

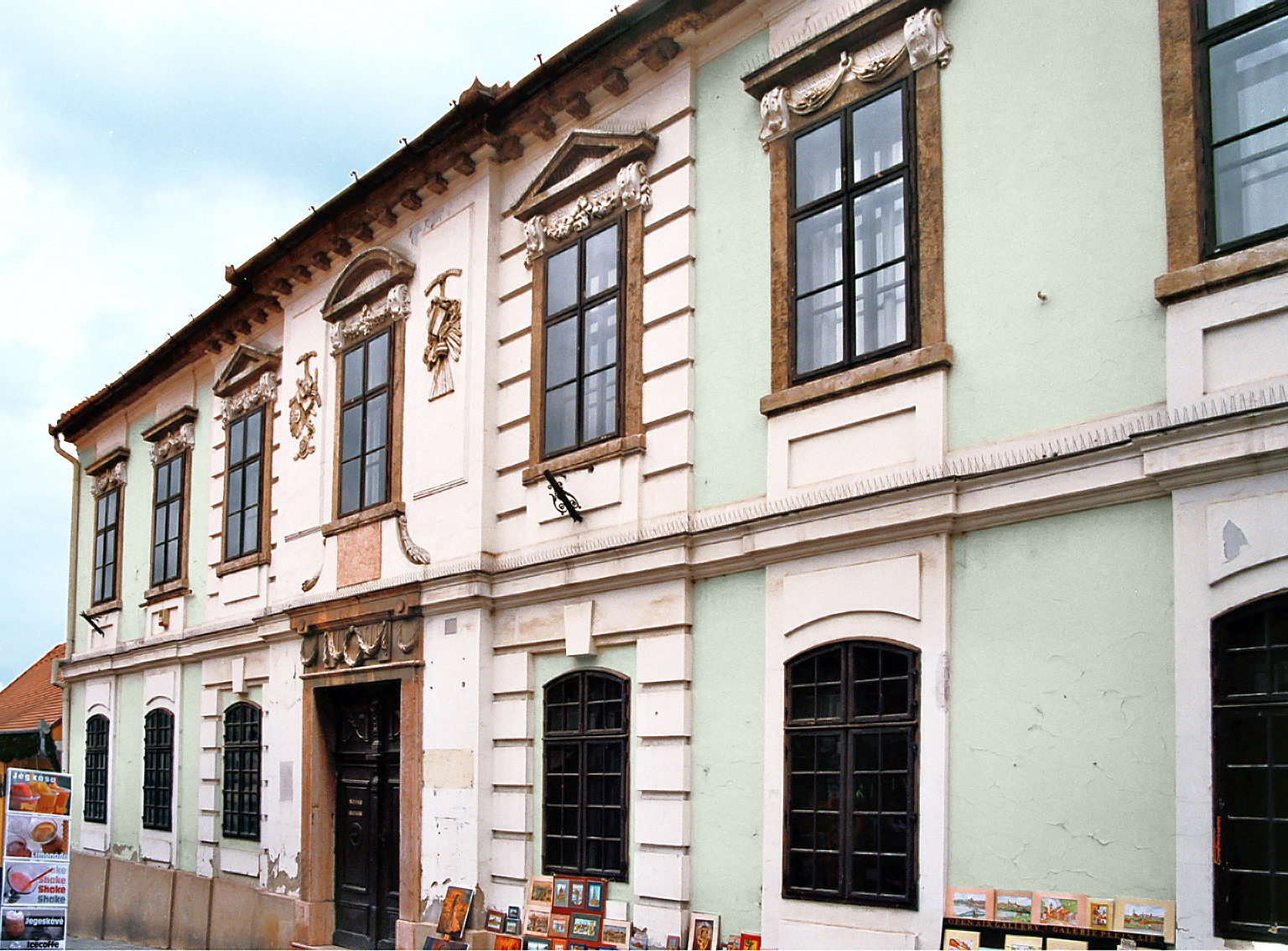
Az egykori Ferenczy Károly Múzeum a szentendrei Fő téren. 2012-ben ezen a helyen bezárták, és a Kossuth Lajos utcába költöztették.

### Munkássága
Az 1970-es években Topál Judittal együtt ásatott egy késő római kori temetkezési helyet a szentendrei erődben. 1978-ban Tettamanti Sarolta vezetésével vizsgálatokat végzett a borsodi református templomban. 1994-ben a Pest megyén átvezető M1-es autópálya építése során szükségessé vált vészfeltárásokon vett részt. Törökbálinton további ásatásokat terveztek 1995–1999 között, még az autópálya mentén épülő Törökbálint-Tópark azonos nevű ipari terület építése előtt. Szintén az ő irányításával zajlott 1995-ben a Szigetmonostor-Horány-burgusz utóvizsgálata. 1997–1998 között a Páty községtől délre fekvő Malomdűlőn tevékenykedett. Ez egy római kori település helye volt, amelynek leletei a bronzkortól az Árpád-korig terjedtek. 1999–2000 között az Érdtől nyugatra fekvő Pusztazámor-Hulladéklerakó építkezésénél is vezetett ásatásokat.
A római kori kerámiabélyegzők a régészek egyik specialitása.
Tagja a Magyar Ókortudományi Társaságnak, a Magyar Régészeti és Művészettörténeti Társaságnak, és 2006-ban alapító tagja volt a Magyar Régész Szövetségnek.
Fő kutatási területe a Pannónia területén gyártott római kori kerámia. Az Acta Archeologicáhan, az Archaeologiai Értesítőben, a Studia Comitatensia 9. és 17. kötetében, a Zalai Múzeumban és а Zalai Gyűjteményben publikál.

## Családja
Maróti Mihály biológus (1917–2009) és Pill Mária lányaként született. 1980-ban és 1982-ben született két fia.

## Fordítás
- Ez a szócikk részben vagy egészben  az   Éva Maróti című német Wikipédia-szócikk ezen változatának fordításán alapul.  Az eredeti cikk szerkesztőit annak laptörténete sorolja fel. Ez a jelzés csupán a megfogalmazás eredetét és a szerzői jogokat jelzi, nem szolgál a cikkben szereplő információk forrásmegjelöléseként.